# Vaivina
Vainina − wieś w Estonii, w prowincji Virumaa Wschodnia, w gminie Toila.